# Nacho Novo
Ignacio Javier Gómez Novo (Ferrol, 26 maart 1979) - voetbalnaam Nacho Novo - is een Spaans betaald voetballer die bij voorkeur in de aanval speelt.

## Clubvoetbal
Nacho Novo speelde in Spanje tot 2001 bij SD Huesca. Via de kleinere Schotse clubs Raith Rovers (2001-2002) en Dundee FC (2002-2004) kwam hij in 2004 bij Rangers FC. Met deze club werd Nacho Novo in 2005 Schots landskampioen. Hij tekende in mei 2010 bij Sporting Gijón. In februari 2012 stapt hij na 41 duels namens Gijón over naar Legia Warschau. In het seizoen 2012/13 speelde Novo voor SD Huesca en in 2013 sloot hij aan bij Greenock Morton FC. Sinds februari 2014 speelt hij voor Carlisle United.

## Nationaal elftal
Novo speelde nooit voor het Spaans nationaal elftal. Wel speelde de aanvaller enkele malen in het Galicisch elftal.